# Antiblemma imitans
Antiblemma imitans là một loài bướm đêm thuộc họ Erebidae. Nó được tìm thấy ở Honduras và French Guyana.
Sải cánh dài khoảng 33 mm.